# Омаров-Чохский, Магомед
Магомед Омаров-Чохский (авар. ЧIохъа ГIумаров МухIамад; 22 февраля 1889, с. Чох, Дагестанская область, Российская империя — 29 января 1921, с. Обох, Дагестанская область, РСФСР) — участник Гражданской войны в России, революционер, командир партизанского отряда, борец за власть Советов в Дагестане. Посмертно награждён орденом Красного Знамени (1921).

## Биография
Магомед Омаров родился 22 февраля 1889 года в селении Чох Гунибского округа (ныне — Гунибского района) Дагестанской области. По национальности — аварец. Вместе с отцом выезжал в Баку и Петровск-Порт на заработки, чтобы обеспечить свою семью. В 1918 году вернулся в родной аул. В марте 1920 года после восстановления Советской власти в Дагестане был утверждён председателем окружного комитета РКП(б) и одновременно назначен военным комиссаром округа.
9 октября 1920 года контрреволюционный мятеж Нажмудина Гоцинского подошёл к крепости Гуниб. Магомед-Омаров организовал красный партизанский отряд и принялся за его руководство. За героическую оборону крепости Гуниб посмертно награждён орденом Красного Знамени.
21 января 1921 года красноармейцы 283-го полка и партизаны отряда Омарова-Чохского заняли село Обох. 29 января к селу подошёл отряд численностью 200 человек, превосходивший по количеству красноармейцев. Началась битва. По итогу красноармейцы одержали победу, однако в этой битве был убит сам Магомед выстрелом в затылок.

## Память
- В селении Чох Гунибского района установлен памятник Магомеду Омарову-Чохскому;
- В 1973 году в селении Игали Гумбетовского района прошёл праздник песни, на котором была исполнена песня на аварском языке, посвящённая Магомеду Омарову-Чохскому:

ЧIохъа ГIумаровас нухмалъи гьабун,
Босана бергьенлъи боялги гIуцIун
ГIадаб кунчIараб халкъ эркен гьабуна

Партиялъул нухде цере рачанаиз песни об Омарове-Чохском